# 아코데세와 주물 시장

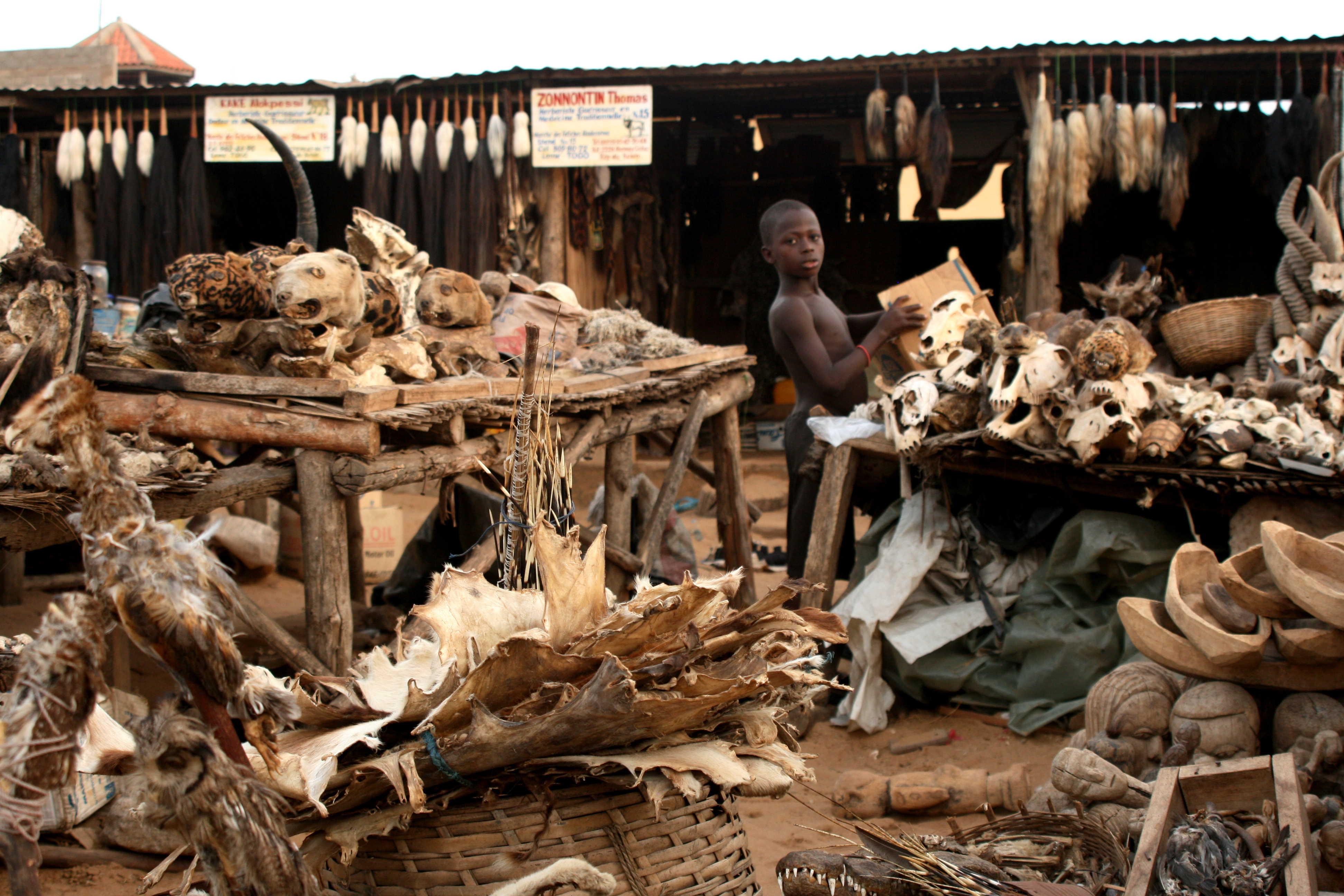
주물 시장.

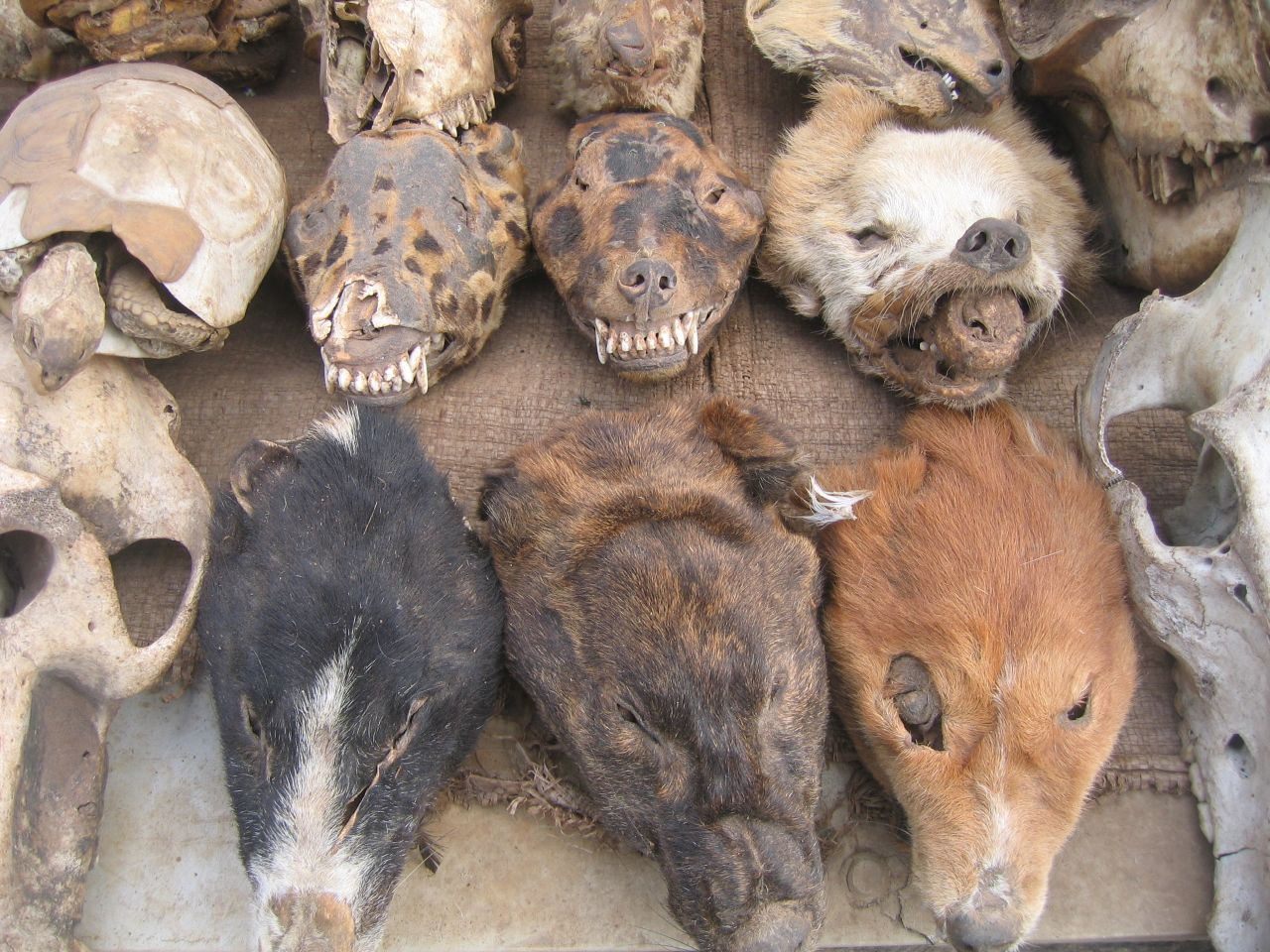
일부 주물들

아코데세와 주물 시장은 아코데세와 지역의 토고의 수도인 로메에 있다. 이 시장은 많은 사람들이 마법사가 처방한 약을 찾을 수 있도록 제품이 매우 다양하기 때문에 지역 전체에서 유명하다.

## 같이 보기
- 무역